# Дискографія WJSN
Південнокорейський жіночий гурт WJSN, також знаний як Cosmic Girls, випустив один студійний альбом, десять мініальбомів, один сингл-альбом, тринадцять цифрових синглів, а також брав участь у написанні п’яти спільних пісень.

## Студійні альбоми
| Назва        | Деталі                                                                                    | Пікові позиції у чартах | Продажі                  |
| Назва        | Деталі                                                                                    | KOR                     | Продажі                  |
| ------------ | ----------------------------------------------------------------------------------------- | ----------------------- | ------------------------ |
| Happy Moment | - Реліз: 7 червня 2017 - Лейбл: Starship Entertainment - Формат: CD, цифрове завантаження | 3                       | - Південна Корея: 38,368 |

## Мініальбоми
| Назва                                                                       | Деталі мініальбому                                                                            | Пікові позиції у чартах | Пікові позиції у чартах | Продажі                                 |
| Назва                                                                       | Деталі мініальбому                                                                            | KOR                     | US World                | Продажі                                 |
| --------------------------------------------------------------------------- | --------------------------------------------------------------------------------------------- | ----------------------- | ----------------------- | --------------------------------------- |
| Would You Like?                                                             | - Реліз: 25 лютого 2016 - Лейбл: Starship Entertainment - Формат: CD, цифрове завантаження    | 7                       | —                       | - Південна Корея: 13,787                |
| The Secret                                                                  | - Реліз: 17 серпня 2016 - Лейбл: Starship Entertainment - Формат: CD, цифрове завантаження    | 6                       | 12                      | - Південна Корея: 19,090                |
| From. WJSN                                                                  | - Реліз: 4 січня 2017 - Лейбл: Starship Entertainment - Формат: CD, цифрове завантаження      | 4                       | —                       | - Південна Корея: 36,441 - Японія: 509  |
| Dream Your Dream                                                            | - Реліз: 27 лютого 2018 - Лейбл: Starship Entertainment - Формат: CD, цифрове завантаження    | 2                       | —                       | - Південна Корея: 49,002                |
| WJ Please?                                                                  | - Реліз: 19 вересня 2018 - Лейбл: Starship Entertainment - Формат: CD, цифрове завантаження   | 3                       | 14                      | - Південна Корея: 61,952                |
| WJ Stay?                                                                    | - Реліз: 8 січня 2019 - Лейбл: Starship Entertainment - Формат: CD, цифрове завантаження      | 2                       | —                       | - Південна Корея: 64,339                |
| For the Summer                                                              | - Реліз: 4 червня 2019 - Лейбл: Starship Entertainment - Формат: CD, цифрове завантаження     | 1                       | —                       | - Південна Корея: 78,555                |
| As You Wish                                                                 | - Реліз: 19 листопада 2019 - Лейбл: Starship Entertainment - Формат: CD, цифрове завантаження | 2                       | —                       | - Південна Корея: 96,647                |
| Neverland                                                                   | - Реліз: 9 червня 2020 - Лейбл: Starship Entertainment - Формат: CD, цифрове завантаження     | 2                       | —                       | - Південна Корея: 105,056 - Японія: 715 |
| Unnatural                                                                   | - Реліз: 31 березня 2021 - Лейбл: Starship Entertainment - Формат: CD, цифрове завантаження   | 3                       | —                       | - Південна Корея: 92,645                |
| «—» релізи, що не потрапили у чарти або не виходили у відповідних регіонах. |                                                                                               |                         |                         |                                         |

## Сингл-альбоми
| Назва          | Деталі | Пікові позиції у чартах | Продажі                   |
| Назва          | Деталі | KOR                     | Продажі                   |
| -------------- | --- | ----------------------- | ------------------------- |
| Sequence       | - Реліз: 5 липня 2022 - Лейбл: Starship Entertainment - Формат: CD, цифрове завантаження                                                                     | 4                       | - Південна Корея: 182,395 |
| WJSN Chocome   | |                         |                           |
| Hmph!          | - Реліз: 7 жовтня 2020 - Лейбл: Starship Entertainment - Формат: CD, цифрове завантаження Трек-лист 1. «Hmph!» (흥칫뿡) 2. «Ya Ya Ya» (야야야)               | 5                       | - Південна Корея: 25,595  |
| Super Yuppers! | - Реліз: 5 січня 2022 - Лейбл: Starship Entertainment - Формат: CD, цифрове завантаження Трек-лист 1. «Super Yuppers!» (슈퍼 그럼요) 2. «Sweetie» (쪼꼬우유) | 8                       | - Південна Корея: 29,598  |
| WJSN The Black | |                         |                           |
| My Attitude    | - Реліз: 12 травня 2021 - Лейбл: Starship Entertainment - Формат: CD, цифрове завантаження Трек-лист 1. «Easy» 2. «Kiss Your Lips»                           | 6                       | - Південна Корея: 73,925  |

## Сингли
| «Mo Mo Mo» (кор. 모모모)                                                    | 2016 | 206 | Н/Д | - Південна Корея: 14,523  | Would You Like?  |
| «Catch Me»                                                                  | 2016 | —   | Н/Д | Н/Д                       | Would You Like?  |
| «Secret» (кор. 비밀이야)                                                    | 2016 | 49  | Н/Д | - Південна Корея: 89,219  | The Secret       |
| «I Wish» (кор. 너에게 닿기를)                                               | 2017 | 49  | Н/Д | - Південна Корея: 166,115 | From. WJSN       |
| «Happy»                                                                     | 2017 | 77  | Н/Д | - Південна Корея: 45,435  | Happy Moment     |
| «Dreams Come True» (кор. 꿈꾸는 마음으로)                                   | 2018 | —   | 67  | Н/Д                       | Dream Your Dream |
| «Save Me, Save You» (кор. 부탁해)                                           | 2018 | —   | 63  | Н/Д                       | WJ Please?       |
| «La La Love»                                                                | 2019 | 101 | 51  |                           | WJ Stay?         |
| «Boogie Up»                                                                 | 2019 | 133 | 60  | Н/Д                       | For the Summer   |
| «As You Wish» (кор. 이루리)                                                 | 2019 | 106 | 67  | Н/Д                       | As You Wish      |
| «Butterfly»                                                                 | 2020 | 118 | 81  | Н/Д                       | Neverland        |
| «Unnatural»                                                                 | 2021 | 126 | 85  | Н/Д                       | Unnatural        |
| «Last Sequence»                                                             | 2022 | 132 | —   | Н/Д                       | Sequence         |
| WJSN Chocome                                                                |      |     |     |                           |                  |
| «Hmph!» (흥칫뿡)                                                            | 2020 | —   | —   | Н/Д                       | Hmph!            |
| «Super Yuppers!» (슈퍼 그럼요)                                              | 2022 | —   | —   | Н/Д                       | Super Yuppers!   |
| WJSN The Black                                                              |      |     |     |                           |                  |
| «Easy»                                                                      | 2021 | —   | —   | Н/Д                       | My Attitude      |
| «—» релізи, що не потрапили у чарти або не виходили у відповідних регіонах. |      |     |     |                           |                  |

### Промо-сингли
| Назва                          | Рік  | Альбом                |
| ------------------------------ | ---- | --------------------- |
| «Kiss Me» (кор. 키스 미)       | 2017 | Не увійшов до альбому |
| «Let Me In» (кор. 너의 세계로) | 2021 | Не увійшов до альбому |
| «Aura» (кор. 영기)             | 2022 | Sequence              |

## Колаборації
| Назва                                   | Рік  | Виконавець                | Альбом                |
| --------------------------------------- | ---- | ------------------------- | --------------------- |
| «Do Better» (кор. 두 베러)              | 2016 | Y Teen (WJSN та Monsta X) | Не увійшов до альбому |
| «Christmas Day» (кор. 크리스마스데이)   | 2017 | Starship Planet           | Не увійшов до альбому |
| «Strong» (кор. 짜릿하게)                | 2018 | WJMK (WJSN та Weki Meki)  | Не увійшов до альбому |
| «Christmas Time» (кор. 벌써 크리스마스) | 2018 | Starship Planet           | Не увійшов до альбому |
| «It's a Good Time» (Korean Version)     | 2018 | WJSN and Mickey Mouse     | Не увійшов до альбому |

## Відеографія

### Музичні відео
| Назва                                     | Рік  | Режисер(и)             | Нотатки                                                                 | Прим.  |
| ----------------------------------------- | ---- | ---------------------- | ----------------------------------------------------------------------- | ------ |
| «Mo Mo Mo» (кор. 모모모)                  | 2016 | Hong Won-Ki (Zanybros) | Н/Д                                                                     | Н/Д    |
| «Catch Me» (кор. 캐치미)                  | 2016 | Hong Won-Ki (Zanybros) | Н/Д                                                                     | Н/Д    |
| «Secret» (кор. 비밀이야)                  | 2016 | FantazyLab             | Перше музичне відео з учасницею Йонджон                                 | [ 33 ] |
| «I Wish» (너에게 닿기를)                  | 2017 | FantazyLab             | Н/Д                                                                     | [ 34 ] |
| «Happy»                                   | 2017 | FantazyLab             | Н/Д                                                                     | Н/Д    |
| «Kiss Me» (키스 미)                       | 2017 | Н/Д                    | Колаборація CF з «Kiss Me Cosmetics»                                    | Н/Д    |
| «Dreams Come True» (кор. 꿈꾸는 마음으로) | 2018 | FantazyLab             | Н/Д                                                                     | [ 35 ] |
| «Save Me, Save You» (кор. 부탁해)         | 2018 | Vikings League         | Без китайських учасниць                                                 | [ 36 ] |
| «It's a Good Time» (Korean Version)       | 2018 | JIMMY (VIA)            | Колаборація з Mickey Mouse, присвячена 90-ї річниці створенню персонажа | Н/Д    |
| «La La Love»                              | 2019 | Vikings League         | Без китайських учасниць                                                 | [ 37 ] |
| «Boogie Up»                               | 2019 | Hong Won-Ki (Zanybros) | Без китайських учасниць                                                 | [ 38 ] |
| «As You Wish» (кор. 이루리)               | 2019 | Vikings League         | Без китайських учасниць                                                 | [ 39 ] |
| «Butterfly»                               | 2020 | HIGHQUALITYFISH        | Без китайських учасниць                                                 | [ 40 ] |
| «Hmph!» (흥칫뿡)                          | 2020 | Hong Won-Ki (Zanybros) | WJSN Chocome                                                            |        |
| «Unnatural»                               | 2021 | Vikings League         | Без китайських учасниць                                                 | [ 41 ] |
| «Easy»                                    | 2021 | VIA Production         | WJSN The Black                                                          |        |
| «Let Me In»                               | 2021 | SUNNY VISUAL           | Створено у співпраці з компанією Universe Music                         |        |
| «Super Yuppers!» (кор. 슈퍼 그럼요)       | 2022 | Vikings League         | WJSN Chocome                                                            | [ 42 ] |
| «Last Sequence»                           | 2022 | Kim Namsuk (SEGAJI)    | Без китайських учасниць                                                 | [ 43 ] |

## Нотатки
1. ↑  «Dreams Come True» did not enter on the Gaon Digital Chart, but debuted and peaked at number 23 on the Gaon Download Chart.[23]
2. ↑  «Save Me, Save You» не потрапив до Gaon Digital Chart, але дебютував та посів 21 місце у суміжному Gaon Download Chart[24].
3. ↑  «Hmph!» did not enter on the Gaon Digital Chart, but debuted and peaked at number 70 on the Gaon Download Chart[25].
4. ↑  «Super Yuppers!» did not enter on the Gaon Digital Chart, but debuted and peaked at number 36 on the Gaon Download Chart[26].
5. ↑  «Easy» did not enter on the Gaon Digital Chart, but debuted and peaked at number 39 on the Gaon Download Chart[27].
6. ↑  «Let Me In» вийшов для платформи Universe.